# Гречана (Старосинявська селищна громада, Хмельницький район)
Гре́чана — село в Україні, у Старосинявській селищній громаді, Хмельницького району, Хмельницької області. Населення становить 580 осіб.

## Історія
7 (20) листопада 1917 року, відповідно до Третього Універсалу Української Центральної Ради, увійшло до складу Української Народної Республіки.
12 червня 2020 року, відповідно до розпорядження Кабінету Міністрів України № 727-р «Про визначення адміністративних центрів та затвердження територій територіальних громад Хмельницької області», увійшло до складу Старосинявської селищної громади.
19 липня 2020 року, в результаті адміністративно-територіальної реформи та ліквідації Старосинявського району, село увійшло до складу новоутвореного Хмельницького району.

## Населення

### Мова
Розподіл населення за рідною мовою за даними перепису 2001 року:
| Мова            | Кількість | Відсоток |
| --------------- | --------- | -------- |
| українська      | 605       | 99.02%   |
| російська       | 5         | 0.82%    |
| інші/не вказали | 1         | 0.16%    |
| Усього          | 611       | 100%     |

## Відомі люди
- Юзва Роман Йосипович (1934—2003) — український поет і журналіст.